# Uprocking Beats
„Uprocking Beats” – debiutancki singel fińskiego zespołu Bomfunk MC’s, który został wydany w 1998 roku. Został umieszczony na albumie In Stereo.

## Lista utworów
- CD singel (1998)[1]

1. „Uprocking Beats” (Radio Edit) – 3:41
2. „Uprocking Beats” (DJ Gismo's Groove) – 4:11

## Notowania na listach sprzedaży
| Kraj            | Lista (2000/2001) | Najwyższa pozycja |
| --------------- | ----------------- | ----------------- |
| Wielka Brytania | Singles Top 100   | 11                |
| Irlandia        | Top 50 Singles    | 15                |
| Australia       | Top 50 Singles    | 43                |
| Szwecja         | Top 60 Singles    | 53                |
| Niemcy          | Top 100 Singles   | 64                |
| Austria         | Singles Top 75    | 67                |